# Artur Ioniță
Artur Ioniță (Chișinău, 17 agosto 1990) è un calciatore moldavo con passaporto rumeno, centrocampista della Triestina e della nazionale moldava, di cui è capitano.
Nel 2014 e nel 2019 è stato eletto Calciatore moldavo dell'anno.

## Caratteristiche tecniche
Di ruolo centrocampista, è un buon colpitore di testa.

## Carriera

### Club

#### Zimbru Chișinău e Iskra-Stal
Cresciuto nelle giovanili dello Zimbru Chișinău, nella stagione 2007-2008 gioca una partita in Divizia A nella seconda squadra del club ed esordisce in Divizia Națională il 6 agosto 2007 nell'incontro contro la Dinamo Bender, subentrando al 57' al posto di Andrei Cojocari e segnando il primo gol nel massimo campionato 17 minuti dopo. Collezionando 3 presenze complessive fra la squadra B e quella maggiore. Nella sessione invernale del calciomercato passa all'Iskra-Stal, dove colleziona ulteriori 14 presenze segnando 3 gol (di cui uno su calcio di rigore). Nella stagione successiva gioca 28 partite segnando 7 gol (tra i quali una doppietta).

#### Aarau
Nell'estate del 2009 si trasferisce in Svizzera per vestire la maglia dell'Aarau. Dopo una prima stagione in Super League chiusa con 8 presenze in campionato, retrocede con i compagni in seconda divisione. Nella stagione 2012-2013 contribuisce con 5 gol in 35 presenze alla vittoria della Challenge League e al conseguente ritorno dell'Aarau nella massima serie.

#### Verona
Il 12 febbraio 2014 il Verona lo preleva a parametro zero con decorrenza dal 1º luglio seguente. Il 21 settembre segna il gol decisivo nella sfida in trasferta contro il Torino, diventando così il primo giocatore di nazionalità moldava a segnare in Serie A.

#### Cagliari

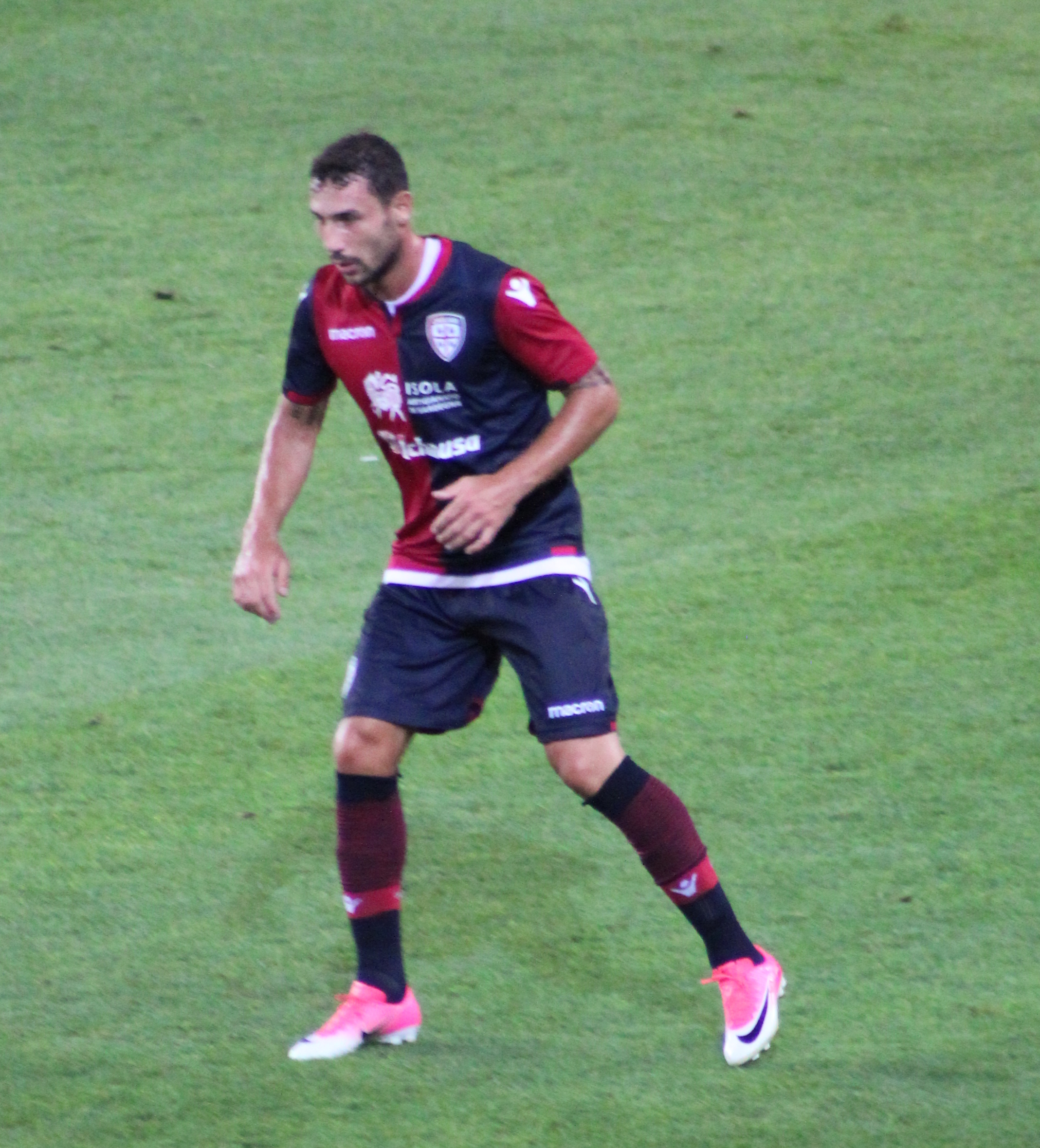
Ioniță, con la maglia del Cagliari, durante un'amichevole contro il nell'agosto 2017.

Il 30 giugno 2016 viene ceduto a titolo definitivo, per 4,5 milioni di euro, al Cagliari, con cui firma un contratto triennale con opzione per il quarto anno. Il suo debutto con i sardi avviene nella partita Cagliari-SPAL (5-1) del 15 agosto 2016, valida per il terzo turno di Coppa Italia. L'11 settembre seguente, alla terza giornata di campionato, si infortuna sul campo del Bologna procurandosi una frattura del perone. Ritorna in campo il 5 febbraio 2017, subentrando nei minuti finali della partita Atalanta-Cagliari (2-0), valevole per il 23º turno di campionato. Il 2 aprile seguente, in occasione di Palermo-Cagliari (1-3), mette a segno la prima doppietta in Serie A, nonché i primi gol con la maglia dei sardi.
Il 21 settembre 2019, in occasione della vittoria per 3-1 contro il Genoa, raggiunge quota 100 presenze con il Cagliari.

#### Benevento
Il 20 agosto 2020 viene acquistato a titolo definitivo dal Benevento. Il 13 marzo 2021, in occasione della sua 200ª presenza in Serie A, segna la sua prima rete coi sanniti nella sconfitta interna contro la Fiorentina (1-4).

#### Pisa e prestito al Modena
L'11 agosto 2022 viene acquistato a titolo definitivo dal Pisa, firmando un contratto valido fino al 30 giugno 2024. Il 4 settembre successivo, sigla la sua prima rete, nella sconfitta per 2-1 contro il Sudtirol.
Il 31 gennaio 2023 viene ceduto in prestito al Modena, nell'ambito dell'operazione che porta Mario Gargiulo a compiere il tragitto opposto.

#### Lecco e Triestina
Il 1º settembre 2023 viene ceduto in prestito al Lecco. Segna il suo primo gol con i lombardi il 1º ottobre seguente, nella sconfitta per 2-1 in casa del Cittadella.
A fine prestito fa ritorno ai toscani, salvo poi rescindere il contratto il 31 agosto 2024. Rimane svincolato sino al 30 settembre seguente, giorno in cui fa ritorno al Lecco.
Il 30 gennaio 2025 viene acquistato a titolo definitivo dalla Triestina. Esordisce marcando anche il suo primo gol con la maglia alabardata il 2 febbraio 2025 nella trasferta di Lumezzane, segnando il momentaneo 0-1 nella vittoria esterna per 1-3.

### Nazionale
Esordisce nella nazionale moldava il 28 marzo 2009 contro la Svizzera in un match valido per le qualificazioni al campionato del mondo di calcio 2010. Debutta con la nazionale moldava Under-21 il 1º settembre 2009 nella gara contro il Portogallo, indossando la fascia di capitano; milita nella nazionale Under-21 fino al 2012.
Nel 2013 guadagna la maglia da titolare della propria nazionale, con cui va per la prima volta in gol il 15 ottobre dello stesso anno, nella gara di qualificazione al campionato del mondo 2014 contro il Montenegro vinta a Podgorica per 5-2.
Nel 2021, con il ritiro di Alexandru Epureanu diventa il nuovo capitano della nazionale.

## Statistiche

### Presenze e reti nei club
Statistiche aggiornate al 17 maggio 2025.
| Stagione             | Squadra              | Campionato           | Campionato | Campionato | Coppe nazionali | Coppe nazionali | Coppe nazionali | Coppe continentali | Coppe continentali | Coppe continentali | Altre coppe | Altre coppe | Altre coppe | Totale | Totale |
| Stagione             | Squadra              | Comp                 | Pres       | Reti       | Comp            | Pres            | Reti            | Comp               | Pres               | Reti               | Comp        | Pres        | Reti        | Pres   | Reti   |
| -------------------- | -------------------- | -------------------- | ---------- | ---------- | --------------- | --------------- | --------------- | ------------------ | ------------------ | ------------------ | ----------- | ----------- | ----------- | ------ | ------ |
| lug.-dic. 2007       | Zimbru               | DN                   | 2          | 1          | CM              | -               | -               | CU                 | 0                  | 0                  | -           | -           | -           | 2      | 1      |
| gen.-giu. 2008       | Iskra-Stal           | DN                   | 14         | 3          | CM              | -               | -               | -                  | -                  | -                  | -           | -           | -           | 14     | 3      |
| 2008-2009            | Iskra-Stal           | DN                   | 28         | 7          | CM              | ?               | ?               | -                  | -                  | -                  | -           | -           | -           | 28     | 7      |
| Totale Iskra-Stal    | Totale Iskra-Stal    | Totale Iskra-Stal    | 42         | 10         |                 | 0               | 0               |                    | -                  | -                  |             | -           | -           | 42     | 10     |
| 2009-2010            | Aarau                | SL                   | 8          | 0          | CS              | 1               | 0               | -                  | -                  | -                  | -           | -           | -           | 9      | 0      |
| 2010-2011            | Aarau                | CL                   | 25         | 0          | CS              | 2               | 0               | -                  | -                  | -                  | -           | -           | -           | 27     | 0      |
| 2011-2012            | Aarau                | CL                   | 27+2       | 4+0        | CS              | 2               | 1               | -                  | -                  | -                  | -           | -           | -           | 31     | 5      |
| 2012-2013            | Aarau                | CL                   | 35         | 5          | CS              | 3               | 1               | -                  | -                  | -                  | -           | -           | -           | 38     | 6      |
| 2013-2014            | Aarau                | SL                   | 34         | 6          | CS              | 3               | 0               | -                  | -                  | -                  | -           | -           | -           | 37     | 6      |
| Totale Aarau         | Totale Aarau         | Totale Aarau         | 129+2      | 15         |                 | 11              | 2               |                    | -                  | -                  |             | -           | -           | 142    | 17     |
| 2014-2015            | Verona               | A                    | 18         | 2          | CI              | 1               | 0               | -                  | -                  | -                  | -           | -           | -           | 19     | 2      |
| 2015-2016            | Verona               | A                    | 31         | 4          | CI              | 1               | 0               | -                  | -                  | -                  | -           | -           | -           | 32     | 4      |
| Totale Hellas Verona | Totale Hellas Verona | Totale Hellas Verona | 49         | 6          |                 | 2               | 0               |                    | -                  | -                  |             | -           | -           | 51     | 6      |
| 2016-2017            | Cagliari             | A                    | 18         | 3          | CI              | 1               | 0               | -                  | -                  | -                  | -           | -           | -           | 19     | 3      |
| 2017-2018            | Cagliari             | A                    | 36         | 0          | CI              | 1               | 0               | -                  | -                  | -                  | -           | -           | -           | 37     | 0      |
| 2018-2019            | Cagliari             | A                    | 37         | 3          | CI              | 2               | 0               | -                  | -                  | -                  | -           | -           | -           | 39     | 3      |
| 2019-2020            | Cagliari             | A                    | 34         | 0          | CI              | 3               | 0               | -                  | -                  | -                  | -           | -           | -           | 37     | 0      |
| Totale Cagliari      | Totale Cagliari      | Totale Cagliari      | 125        | 6          |                 | 7               | 0               |                    | -                  | -                  |             | -           | -           | 132    | 6      |
| 2020-2021            | Benevento            | A                    | 36         | 2          | CI              | 1               | 0               | -                  | -                  | -                  | -           | -           | -           | 37     | 2      |
| set. 2021-2022       | Benevento            | B                    | 36+3       | 2+0        | CI              | 2               | 0               | -                  | -                  | -                  | -           | -           | -           | 41     | 2      |
| ago. 2022            | Benevento            | B                    | -          | -          | CI              | 0               | 0               | -                  | -                  | -                  | -           | -           | -           | 0      | 0      |
| Totale Benevento     | Totale Benevento     | Totale Benevento     | 72+3       | 4          |                 | 3               | 0               |                    | -                  | -                  |             | -           | -           | 78     | 4      |
| 2022-gen. 2023       | Pisa                 | B                    | 16         | 1          | CI              | -               | -               | -                  | -                  | -                  | -           | -           | -           | 16     | 1      |
| gen.-giu. 2023       | Modena               | B                    | 10         | 0          | CI              | -               | -               | -                  | -                  | -                  | -           | -           | -           | 10     | 0      |
| 2023-2024            | Lecco                | B                    | 36         | 4          | -               | -               | -               | -                  | -                  | -                  | -           | -           | -           | 36     | 4      |
| ott. 2024-gen. 2025  | Lecco                | C                    | 15         | 2          | CI-C            | -               | -               | -                  | -                  | -                  | -           | -           | -           | 15     | 2      |
| Totale Lecco         | Totale Lecco         | Totale Lecco         | 51         | 6          |                 | 0               | 0               |                    | -                  | -                  |             | -           | -           | 51     | 6      |
| gen.-giu. 2025       | Triestina            | C                    | 11+2       | 4+0        | CI-C            | -               | -               | -                  | -                  | -                  | -           | -           | -           | 13     | 4      |
| Totale carriera      | Totale carriera      | Totale carriera      | 507+7      | 53         |                 | 23              | 2               |                    | 0                  | 0                  |             | -           | -           | 537    | 55     |

### Cronologia presenze e reti in nazionale
| Cronologia completa delle presenze e delle reti in nazionale ― Moldavia | Cronologia completa delle presenze e delle reti in nazionale ― Moldavia | Cronologia completa delle presenze e delle reti in nazionale ― Moldavia | Cronologia completa delle presenze e delle reti in nazionale ― Moldavia | Cronologia completa delle presenze e delle reti in nazionale ― Moldavia | Cronologia completa delle presenze e delle reti in nazionale ― Moldavia | Cronologia completa delle presenze e delle reti in nazionale ― Moldavia | Cronologia completa delle presenze e delle reti in nazionale ― Moldavia |
| Data                                                                    | Città                                                                   | In casa                                                                 | Risultato                                                               | Ospiti                                                                  | Competizione                                                            | Reti                                                                    | Note                                                                    |
| ----------------------------------------------------------------------- | ----------------------------------------------------------------------- | ----------------------------------------------------------------------- | ----------------------------------------------------------------------- | ----------------------------------------------------------------------- | ----------------------------------------------------------------------- | ----------------------------------------------------------------------- | ----------------------------------------------------------------------- |
| 28-3-2009                                                               | Chișinău                                                                | Moldavia                                                                | 0 – 2                                                                   | Svizzera                                                                | Qual. Mondiali 2010                                                     | -                                                                       | 56’                                                                     |
| 6-2-2013                                                                | Antalya                                                                 | Moldavia                                                                | 0 – 3                                                                   | Kazakistan                                                              | Amichevole                                                              | -                                                                       | 65’                                                                     |
| 22-3-2013                                                               | Chișinău                                                                | Moldavia                                                                | 0 – 1                                                                   | Montenegro                                                              | Qual. Mondiali 2014                                                     | -                                                                       |                                                                         |
| 26-3-2013                                                               | Odessa                                                                  | Ucraina                                                                 | 2 – 1                                                                   | Moldavia                                                                | Qual. Mondiali 2014                                                     | -                                                                       |                                                                         |
| 7-6-2013                                                                | Chișinău                                                                | Moldavia                                                                | 1 – 1                                                                   | Polonia                                                                 | Qual. Mondiali 2014                                                     | -                                                                       |                                                                         |
| 14-8-2013                                                               | Chișinău                                                                | Moldavia                                                                | 1 – 1                                                                   | Andorra                                                                 | Amichevole                                                              | -                                                                       |                                                                         |
| 6-9-2013                                                                | Londra                                                                  | Inghilterra                                                             | 4 – 0                                                                   | Moldavia                                                                | Qual. Mondiali 2014                                                     | -                                                                       | 19’                                                                     |
| 11-10-2013                                                              | Chișinău                                                                | Moldavia                                                                | 3 – 0                                                                   | San Marino                                                              | Qual. Mondiali 2014                                                     | -                                                                       | 85’                                                                     |
| 15-10-2013                                                              | Podgorica                                                               | Montenegro                                                              | 2 – 5                                                                   | Moldavia                                                                | Qual. Mondiali 2014                                                     | 1                                                                       |                                                                         |
| 18-11-2013                                                              | Chișinău                                                                | Moldavia                                                                | 1 – 1                                                                   | Lituania                                                                | Amichevole                                                              | 1                                                                       | 89’                                                                     |
| 5-3-2014                                                                | Andorra la Vella                                                        | Andorra                                                                 | 0 – 3                                                                   | Moldavia                                                                | Amichevole                                                              | -                                                                       |                                                                         |
| 24-5-2014                                                               | Jerez de la Frontera                                                    | Arabia Saudita                                                          | 0 – 4                                                                   | Moldavia                                                                | Amichevole                                                              | -                                                                       |                                                                         |
| 27-5-2014                                                               | Mauer bei Amstetten                                                     | Moldavia                                                                | 1 – 1                                                                   | Canada                                                                  | Amichevole                                                              | -                                                                       |                                                                         |
| 3-9-2014                                                                | Kiev                                                                    | Ucraina                                                                 | 1 – 0                                                                   | Moldavia                                                                | Amichevole                                                              | -                                                                       |                                                                         |
| 8-9-2014                                                                | Podgorica                                                               | Montenegro                                                              | 2 – 0                                                                   | Moldavia                                                                | Qual. Euro 2016                                                         | -                                                                       |                                                                         |
| 9-10-2014                                                               | Chișinău                                                                | Moldavia                                                                | 1 – 2                                                                   | Austria                                                                 | Qual. Euro 2016                                                         | -                                                                       |                                                                         |
| 12-10-2014                                                              | Mosca                                                                   | Russia                                                                  | 1 – 1                                                                   | Moldavia                                                                | Qual. Euro 2016                                                         | -                                                                       |                                                                         |
| 15-11-2014                                                              | Chișinău                                                                | Moldavia                                                                | 0 – 1                                                                   | Liechtenstein                                                           | Qual. Euro 2016                                                         | -                                                                       |                                                                         |
| 27-3-2015                                                               | Chișinău                                                                | Moldavia                                                                | 0 – 2                                                                   | Svezia                                                                  | Qual. Euro 2016                                                         | -                                                                       | 36’                                                                     |
| 24-3-2016                                                               | Ta' Qali                                                                | Malta                                                                   | 0 – 0                                                                   | Moldavia                                                                | Amichevole                                                              | -                                                                       |                                                                         |
| 28-3-2016                                                               | Paola                                                                   | Andorra                                                                 | 0 – 1                                                                   | Moldavia                                                                | Amichevole                                                              | -                                                                       |                                                                         |
| 27-5-2016                                                               | Koprivnica                                                              | Croazia                                                                 | 1 – 0                                                                   | Moldavia                                                                | Amichevole                                                              | -                                                                       | 75’                                                                     |
| 3-6-2016                                                                | Lugano                                                                  | Svizzera                                                                | 2 – 1                                                                   | Moldavia                                                                | Amichevole                                                              | -                                                                       |                                                                         |
| 5-9-2016                                                                | Cardiff                                                                 | Galles                                                                  | 4 – 0                                                                   | Moldavia                                                                | Qual. Mondiali 2018                                                     | -                                                                       |                                                                         |
| 24-3-2017                                                               | Vienna                                                                  | Austria                                                                 | 2 – 0                                                                   | Moldavia                                                                | Qual. Mondiali 2018                                                     | -                                                                       | 62’                                                                     |
| 2-9-2017                                                                | Belgrado                                                                | Serbia                                                                  | 3 – 0                                                                   | Moldavia                                                                | Qual. Mondiali 2018                                                     | -                                                                       |                                                                         |
| 5-9-2017                                                                | Chișinău                                                                | Moldavia                                                                | 0 – 2                                                                   | Galles                                                                  | Qual. Mondiali 2018                                                     | -                                                                       | 85’                                                                     |
| 6-10-2017                                                               | Dublino                                                                 | Irlanda                                                                 | 2 – 0                                                                   | Moldavia                                                                | Qual. Mondiali 2018                                                     | -                                                                       |                                                                         |
| 9-10-2017                                                               | Chișinău                                                                | Moldavia                                                                | 0 – 1                                                                   | Austria                                                                 | Qual. Mondiali 2018                                                     | -                                                                       | 18’, 55’                                                                |
| 27-3-2018                                                               | Beauvais                                                                | Costa d'Avorio                                                          | 2 – 1                                                                   | Moldavia                                                                | Amichevole                                                              | 1                                                                       |                                                                         |
| 4-6-2018                                                                | Kematen in Tirol                                                        | Armenia                                                                 | 0 – 0                                                                   | Moldavia                                                                | Amichevole                                                              | -                                                                       | 79’                                                                     |
| 11-9-2018                                                               | Chișinău                                                                | Moldavia                                                                | 0 – 0                                                                   | Bielorussia                                                             | UEFA Nations League 2018-2019 - 1º turno                                | -                                                                       |                                                                         |
| 12-10-2018                                                              | Chișinău                                                                | Moldavia                                                                | 2 – 0                                                                   | San Marino                                                              | UEFA Nations League 2018-2019 - 1º turno                                | -                                                                       |                                                                         |
| 15-10-2018                                                              | Minsk                                                                   | Bielorussia                                                             | 0 – 0                                                                   | Moldavia                                                                | UEFA Nations League 2018-2019 - 1º turno                                | -                                                                       |                                                                         |
| 15-11-2018                                                              | Serravalle                                                              | San Marino                                                              | 0 – 1                                                                   | Moldavia                                                                | UEFA Nations League 2018-2019 - 1º turno                                | -                                                                       |                                                                         |
| 18-11-2018                                                              | Chișinău                                                                | Moldavia                                                                | 1 – 1                                                                   | Lussemburgo                                                             | UEFA Nations League 2018-2019 - 1º turno                                | -                                                                       |                                                                         |
| 22-3-2019                                                               | Chișinău                                                                | Moldavia                                                                | 1 – 4                                                                   | Francia                                                                 | Qual. Euro 2020                                                         | -                                                                       | cap.                                                                    |
| 25-3-2019                                                               | Eskişehir                                                               | Turchia                                                                 | 4 – 0                                                                   | Moldavia                                                                | Qual. Euro 2020                                                         | -                                                                       | cap. 65’                                                                |
| 8-6-2019                                                                | Chișinău                                                                | Moldavia                                                                | 1 – 0                                                                   | Andorra                                                                 | Qual. Euro 2020                                                         | -                                                                       | cap. 38’, 47’                                                           |
| 7-9-2019                                                                | Reykjavík                                                               | Islanda                                                                 | 3 – 0                                                                   | Moldavia                                                                | Qual. Euro 2020                                                         | -                                                                       | cap.                                                                    |
| 10-9-2019                                                               | Chișinău                                                                | Moldavia                                                                | 0 – 4                                                                   | Turchia                                                                 | Qual. Euro 2020                                                         | -                                                                       | cap. 81’                                                                |
| 11-10-2019                                                              | Andorra la Vella                                                        | Andorra                                                                 | 1 – 0                                                                   | Moldavia                                                                | Qual. Euro 2020                                                         | -                                                                       | cap.                                                                    |
| 14-10-2019                                                              | Tiraspol                                                                | Moldavia                                                                | 0 – 4                                                                   | Albania                                                                 | Qual. Euro 2020                                                         | -                                                                       | cap.                                                                    |
| 14-11-2019                                                              | Saint-Denis                                                             | Francia                                                                 | 2 – 1                                                                   | Moldavia                                                                | Qual. Euro 2020                                                         | -                                                                       |                                                                         |
| 17-11-2019                                                              | Chișinău                                                                | Moldavia                                                                | 1 – 2                                                                   | Islanda                                                                 | Qual. Euro 2020                                                         | -                                                                       | 76’                                                                     |
| 3-9-2020                                                                | Parma                                                                   | Moldavia                                                                | 1 – 1                                                                   | Kosovo                                                                  | UEFA Nations League 2020-2021 - 1º turno                                | -                                                                       |                                                                         |
| 6-9-2020                                                                | Lubiana                                                                 | Slovenia                                                                | 1 – 0                                                                   | Moldavia                                                                | UEFA Nations League 2020-2021 - 1º turno                                | -                                                                       | 73’                                                                     |
| 7-10-2020                                                               | Firenze                                                                 | Italia                                                                  | 6 – 0                                                                   | Moldavia                                                                | Amichevole                                                              | -                                                                       | Cap.                                                                    |
| 11-10-2020                                                              | Amarousio                                                               | Grecia                                                                  | 2 – 0                                                                   | Moldavia                                                                | UEFA Nations League 2020-2021 - 1º turno                                | -                                                                       | 76’                                                                     |
| 14-10-2020                                                              | Chișinău                                                                | Moldavia                                                                | 0 – 4                                                                   | Slovenia                                                                | UEFA Nations League 2020-2021 - 1º turno                                | -                                                                       | 74’                                                                     |
| 12-11-2020                                                              | Chișinău                                                                | Moldavia                                                                | 0 – 0                                                                   | Russia                                                                  | Amichevole                                                              | -                                                                       | 61’                                                                     |
| 15-11-2020                                                              | Chișinău                                                                | Moldavia                                                                | 0 – 2                                                                   | Grecia                                                                  | UEFA Nations League 2020-2021 - 1º turno                                | -                                                                       | 83’                                                                     |
| 18-11-2020                                                              | Pristina                                                                | Kosovo                                                                  | 1 – 0                                                                   | Moldavia                                                                | UEFA Nations League 2020-2021 - 1º turno                                | -                                                                       | 59’                                                                     |
| 25-3-2021                                                               | Chișinău                                                                | Moldavia                                                                | 1 – 1                                                                   | Fær Øer                                                                 | Qual. Mondiali 2022                                                     | -                                                                       | 46’                                                                     |
| 28-3-2021                                                               | Herning                                                                 | Danimarca                                                               | 8 – 0                                                                   | Moldavia                                                                | Qual. Mondiali 2022                                                     | -                                                                       |                                                                         |
| 1-9-2021                                                                | Chișinău                                                                | Moldavia                                                                | 0 – 2                                                                   | Austria                                                                 | Qual. Mondiali 2022                                                     | -                                                                       | Cap.                                                                    |
| 4-9-2021                                                                | Glasgow                                                                 | Scozia                                                                  | 1 – 0                                                                   | Moldavia                                                                | Qual. Mondiali 2022                                                     | -                                                                       | 77’ 90+4’                                                               |
| 9-10-2021                                                               | Chișinău                                                                | Moldavia                                                                | 0 – 4                                                                   | Danimarca                                                               | Qual. Mondiali 2022                                                     | -                                                                       | 78’                                                                     |
| 13-10-2021                                                              | Be'er Sheva                                                             | Israele                                                                 | 2 – 1                                                                   | Moldavia                                                                | Qual. Mondiali 2022                                                     | -                                                                       |                                                                         |
| 12-11-2021                                                              | Chișinău                                                                | Moldavia                                                                | 0 – 2                                                                   | Scozia                                                                  | Qual. Mondiali 2022                                                     | -                                                                       | Cap. 61’                                                                |
| 15-11-2021                                                              | Klagenfurt am Wörthersee                                                | Austria                                                                 | 4 – 1                                                                   | Moldavia                                                                | Qual. Mondiali 2022                                                     | -                                                                       | Cap.                                                                    |
| 24-3-2022                                                               | Chișinău                                                                | Moldavia                                                                | 1 – 2                                                                   | Kazakistan                                                              | UEFA Nations League 2020-2021 - Play-out                                | -                                                                       | Cap.                                                                    |
| 29-3-2022                                                               | Astana                                                                  | Kazakistan                                                              | 0 – 1 dts (5 – 4 dtr)                                                   | Moldavia                                                                | UEFA Nations League 2020-2021 - Play-out                                | -                                                                       | Cap. 120+2’                                                             |
| 22-9-2022                                                               | Riga                                                                    | Lettonia                                                                | 1 – 2                                                                   | Moldavia                                                                | UEFA Nations League 2022-2023 - 1º turno                                | -                                                                       | Cap.                                                                    |
| 25-9-2022                                                               | Chișinău                                                                | Moldavia                                                                | 2 – 0                                                                   | Liechtenstein                                                           | UEFA Nations League 2022-2023 - 1º turno                                | -                                                                       | Cap.                                                                    |
| 16-11-2022                                                              | Chișinău                                                                | Moldavia                                                                | 1 – 2                                                                   | Azerbaigian                                                             | Amichevole                                                              | -                                                                       | Cap. 84’                                                                |
| 20-11-2022                                                              | Chișinău                                                                | Moldavia                                                                | 0 – 5                                                                   | Romania                                                                 | Amichevole                                                              | -                                                                       | Cap. 75’                                                                |
| 22-3-2024                                                               | Boztepe                                                                 | Macedonia del Nord                                                      | 1 – 1                                                                   | Moldavia                                                                | Amichevole                                                              | -                                                                       | 58’                                                                     |
| 26-3-2024                                                               | Boztepe                                                                 | Isole Cayman                                                            | 0 – 4                                                                   | Moldavia                                                                | Amichevole                                                              | 1                                                                       | 58’                                                                     |
| 8-6-2024                                                                | Chișinău                                                                | Moldavia                                                                | 3 – 2                                                                   | Cipro                                                                   | Amichevole                                                              | -                                                                       | 64’                                                                     |
| 11-6-2024                                                               | Chișinău                                                                | Moldavia                                                                | 0 – 4                                                                   | Ucraina                                                                 | Amichevole                                                              | -                                                                       | 46’                                                                     |
| 7-9-2024                                                                | Chișinău                                                                | Moldavia                                                                | 2 – 0                                                                   | Malta                                                                   | UEFA Nations League 2024-2025 - 1º turno                                | -                                                                       | 75’                                                                     |
| 10-9-2024                                                               | Chișinău                                                                | Moldavia                                                                | 1 – 0                                                                   | San Marino                                                              | Amichevole                                                              | -                                                                       | 62’                                                                     |
| 10-10-2024                                                              | Chișinău                                                                | Moldavia                                                                | 2 – 0                                                                   | Andorra                                                                 | UEFA Nations League 2024-2025 - 1º turno                                | 1                                                                       | 71’                                                                     |
| 13-10-2024                                                              | Ta' Qali                                                                | Malta                                                                   | 1 – 0                                                                   | Moldavia                                                                | UEFA Nations League 2024-2025 - 1º turno                                | -                                                                       | 77’                                                                     |
| 6-6-2025                                                                | Varsavia                                                                | Polonia                                                                 | 2 – 0                                                                   | Moldavia                                                                | Amichevole                                                              | -                                                                       | 44’ 65’                                                                 |
| 9-6-2025                                                                | Reggio Emilia                                                           | Italia                                                                  | 2 – 0                                                                   | Moldavia                                                                | Qual. Mondiali 2026                                                     | -                                                                       | Cap. 72’                                                                |
| Totale                                                                  |                                                                         | Presenze (4º posto)                                                     | 77                                                                      |                                                                         | Reti                                                                    | 5                                                                       |                                                                         |

## Palmarès

### Club
- Coppa di Moldavia: 1

Zimbru Chișinău: 2006-2007
- Challenge League: 1

Aarau: 2012-2013

### Individuale
- Calciatore moldavo dell'anno: 2

2014, 2019